# Hypericum caespitosum
Hypericum caespitosum är en johannesörtsväxtart som beskrevs av Adelbert von Chamisso och Schltdl.. Hypericum caespitosum ingår i släktet johannesörter, och familjen johannesörtsväxter. Inga underarter finns listade i Catalogue of Life.